# جون فلوران
جون فلوران (13 فبراير 1977 - ) (بالإنجليزية: John Florent)‏ هو لاعب كريكت أمريكي. شارك مع منتخب جزر العذراء الامريكية للكريكت ‏.

## وصلات خارجية
- جون فلوران على موقع إي آس بي آن كريك إنفو (الإنجليزية)